# Odznaka Szybowcowa

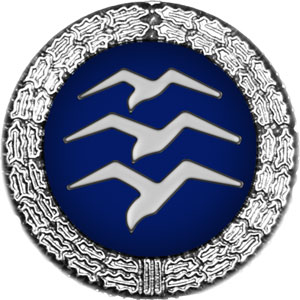
Współczesna Srebrna Odznaka Szybowcowa

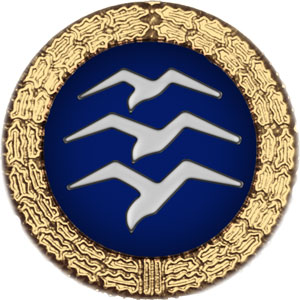
Współczesna Złota Odznaka Szybowcowa

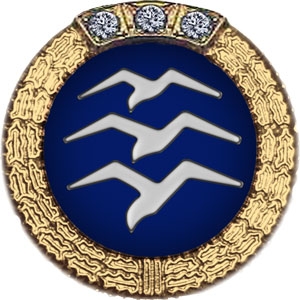
Współczesna Diamentowa Odznaka Szybowcowa

Odznaka szybowcowa FAI – międzynarodowe odznaczenie cywilne przyznawane szybownikom za dokonania w sporcie szybowcowym. Obecnie wyróżnia się trzy kategorie tego odznaczenia, przyznawane za różne osiągnięcia. Odznaka ma postać trzech białych mewek szybowcowych na niebieskim tle, otoczonych wieńcem odpowiedniego koloru.

## Odznaki Szybowcowe FAI[1]
- Srebrna odznaka szybowcowa
  - przelot długości 50 km w linii prostej od punktu wyczepienia,
  - przewyższenie 1000 m,
  - lot o długotrwałości co najmniej 5 godzin.

- Złota odznaka szybowcowa
  - przelot długości 300 km,
  - przewyższenie 3000 m,
  - lot o długotrwałości co najmniej 5 godzin.

- Diamentowa odznaka szybowcowa (w postaci dodatków do niższych kategorii; diamentów, po jednym za każde osiągnięcie)
  - za odległość – odległość przelotu o długości co najmniej 500 km,
  - za odległość przelotu docelowego – odległość przelotu docelowego po trasie docelowo-powrotnej lub po trójkącie o długości co najmniej 300 km,
  - za wysokość przewyższenia – przewyższenie wynoszące przynajmniej 5000 m.

Za wykonanie przelotów o długości 750 km, 1000 km, 1250 km, 1500 km, itd., FAI przewiduje dodatkowe wyróżnienia w postaci dyplomów i dodatkowych odznak, a za wybitne osiągnięcia i zasługi dla szybownictwa na świecie najwyższe wyróżnienie – Medal Lilienthala.
Odznaka w postaci trzech białych mewek na niebieskim tle bez otaczającego ich wieńca przyznawana jest po ukończeniu szkolenia podstawowego, uprawniającego do wykonywania lotów samodzielnych.
W Polsce, przed II wojną światową i początkowym okresie szkolenia szybowcowego po wojnie można było otrzymać "mewki" za osiągnięcie poszczególnych kategorii wyszkolenia szybowcowego: 
- kat. A – jedna mewka na niebieskim tle.
  - Otrzymywano po ukończeniu szkolenia ze startem z lin gumowych, w niskich lotach po prostej tzw. "szurów".
- kat. B – dwie mewki na niebieskim tle. 
  - Otrzymywano po uzyskaniu kat. A i po ukończeniu szkolenia ze startem z lin gumowych wraz z opanowaniem poprawnych zwrotów i zakrętów.
- kat. C – trzy mewki na niebieskim tle.
  - Otrzymywano po uzyskaniu kat. B i po ukończeniu szkolenia ze startem z lin gumowych wraz z opanowaniem lotów termicznych i zboczowych.
- kat. D – równoznaczna z otrzymaniem srebrnej odznaki.
  - Otrzymywano po uzyskaniu kat. C i po ukończeniu szkolenia z wykonaniem ustalonych programem wyczynów, akrobacji podstawowej, lotów bez widoczności i lotów holowanych za samolotem. Oznaczało to wówczas pełne wyszkolenie szybowcowe.